# Bohdan-Chmelnyzkyj-Denkmal (Kiew)
Koordinaten: 50° 27′ 13″ N, 30° 30′ 59″ O

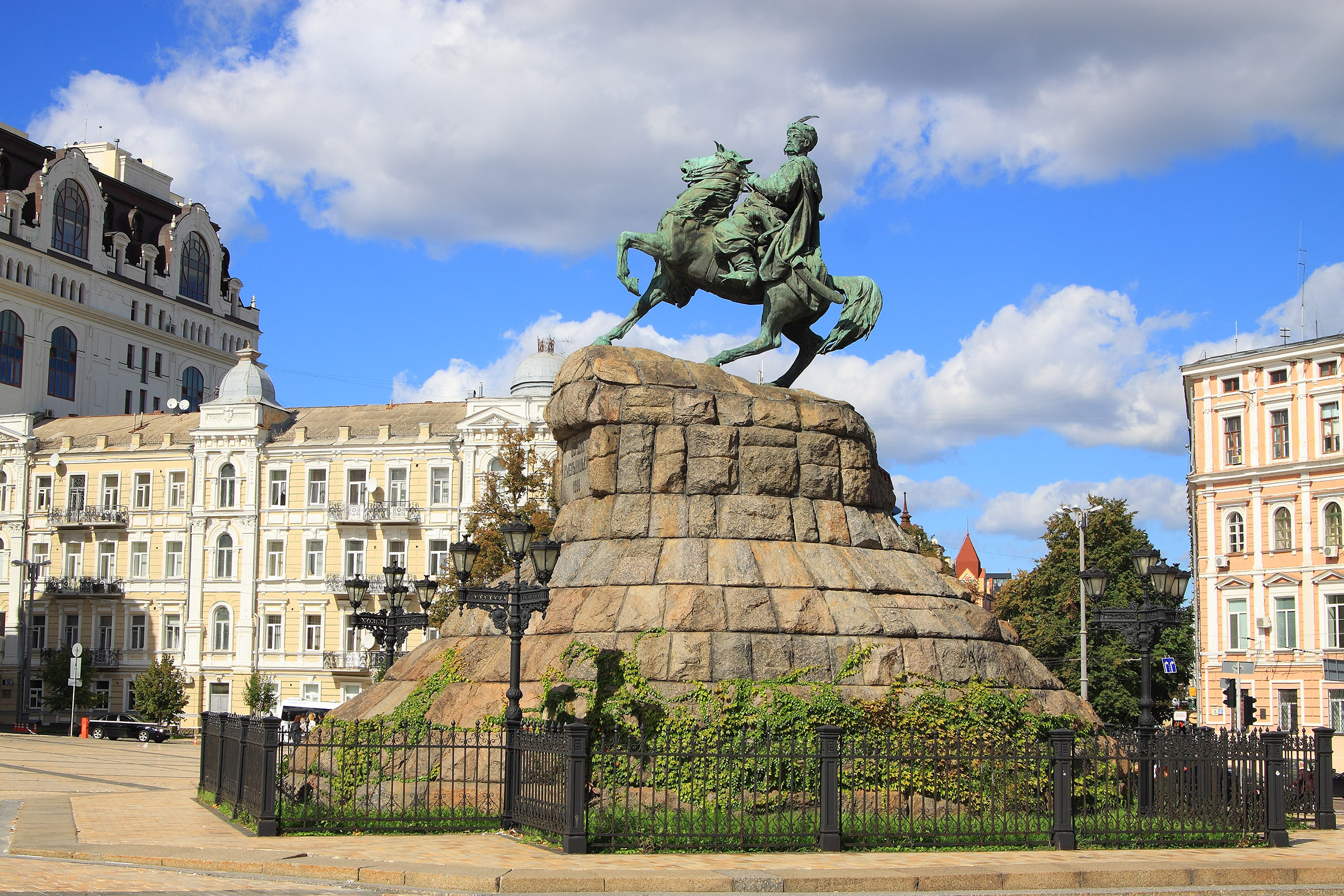
Gesamtansicht des Denkmals auf dem Sophienplatz

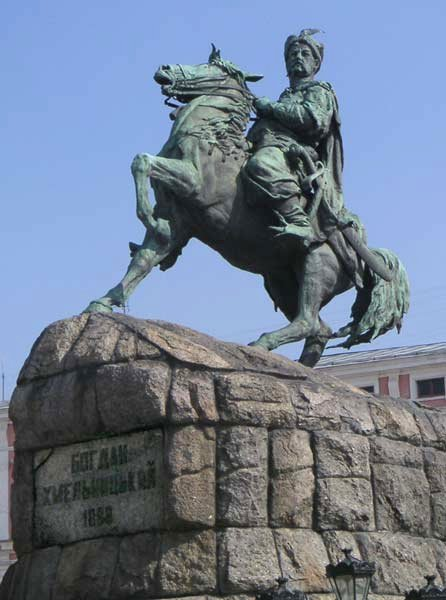
Das Reiterstandbild des Bohdan Chmelnyzkyj

Das Bohdan-Chmelnyzkyj-Denkmal (ukrainisch Пам'ятник Богданові Хмельницькому) ist ein 1888 enthülltes Reiterstandbild des Kosakenhetman Bohdan Chmelnyzkyj und ein Wahrzeichen der ukrainischen Hauptstadt Kiew.

## Geschichte
Das Denkmal mit einer Gesamthöhe von 10,85 Metern war ursprünglich auf dem Bessarabska-Platz auf einem Sockel mit weiteren Skulpturen geplant, was jedoch aus Geldmangel verworfen wurde. Die Bronzeskulptur des Hetman konnte durch eine Geldspende des ukrainischen Zuckerfabrikant Pawlo Charytonenko und die Spende der benötigten Bronze durch die Sankt Petersburger Admiralität vom Bildhauer Michail Mikeschin erstellt werden. Beteiligt war Artemi Ober. Jedoch fehlte das Geld für den Sockel, so dass die Skulptur acht Jahre lang im Innenhof einer Kiewer Polizeistation stand.
Nachdem die Kiewer Festungsverwaltung Granitblöcke für den Sockel zur Verfügung stellte, die nach dem Bau der Nikolaus-Kettenbrücke übrig geblieben waren, wurde schließlich durch den Architekten Wladimir Nikolajew ein Sockel aus Granitsteinen in Form eines Kurgan auf dem Sophienplatz errichtet, das Standbild darauf verankert und am 23. Juni 1888, zur 900-Jahr-Feier der Kiewer Rus, eingeweiht.
Heute ist das Denkmal in der gesamten Ukraine bekannt und auf vielen ukrainischen Münzen und Briefmarken abgebildet.

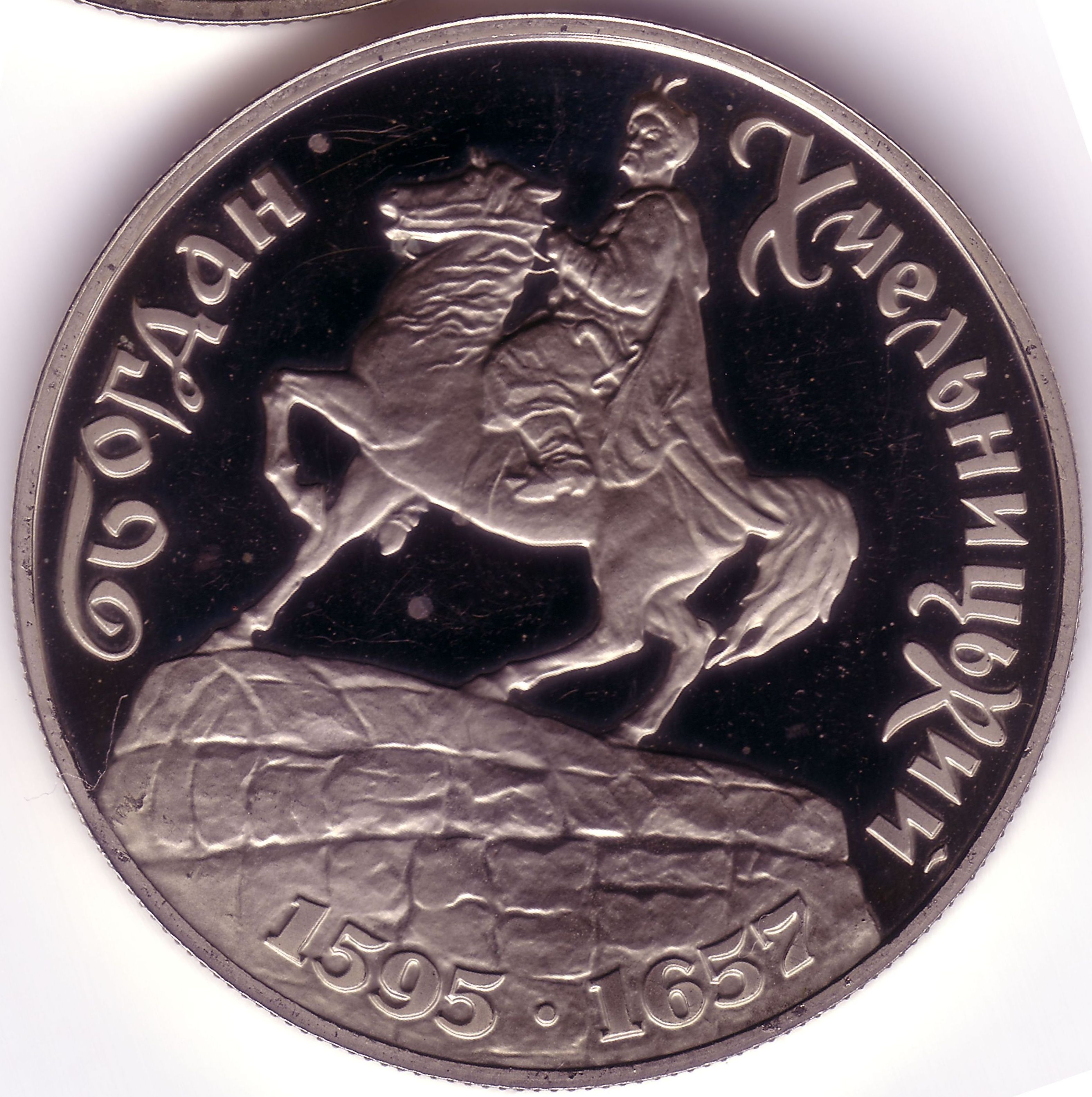
Das Denkmal auf einer ukrainischen Münze ..
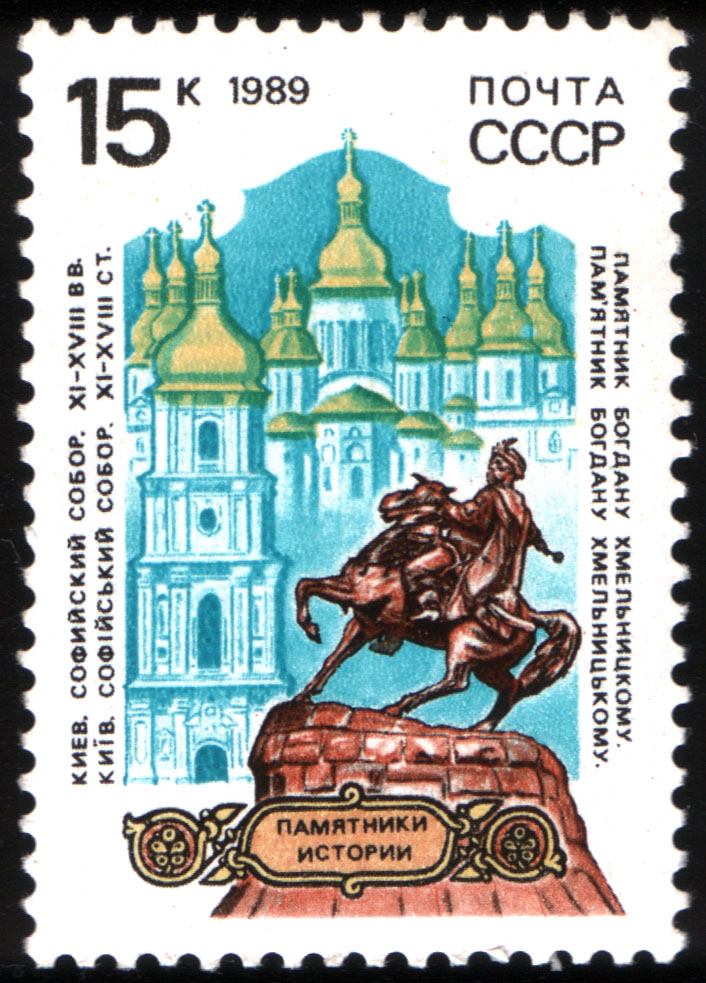
.. und auf einer sowjetischen Briefmarke
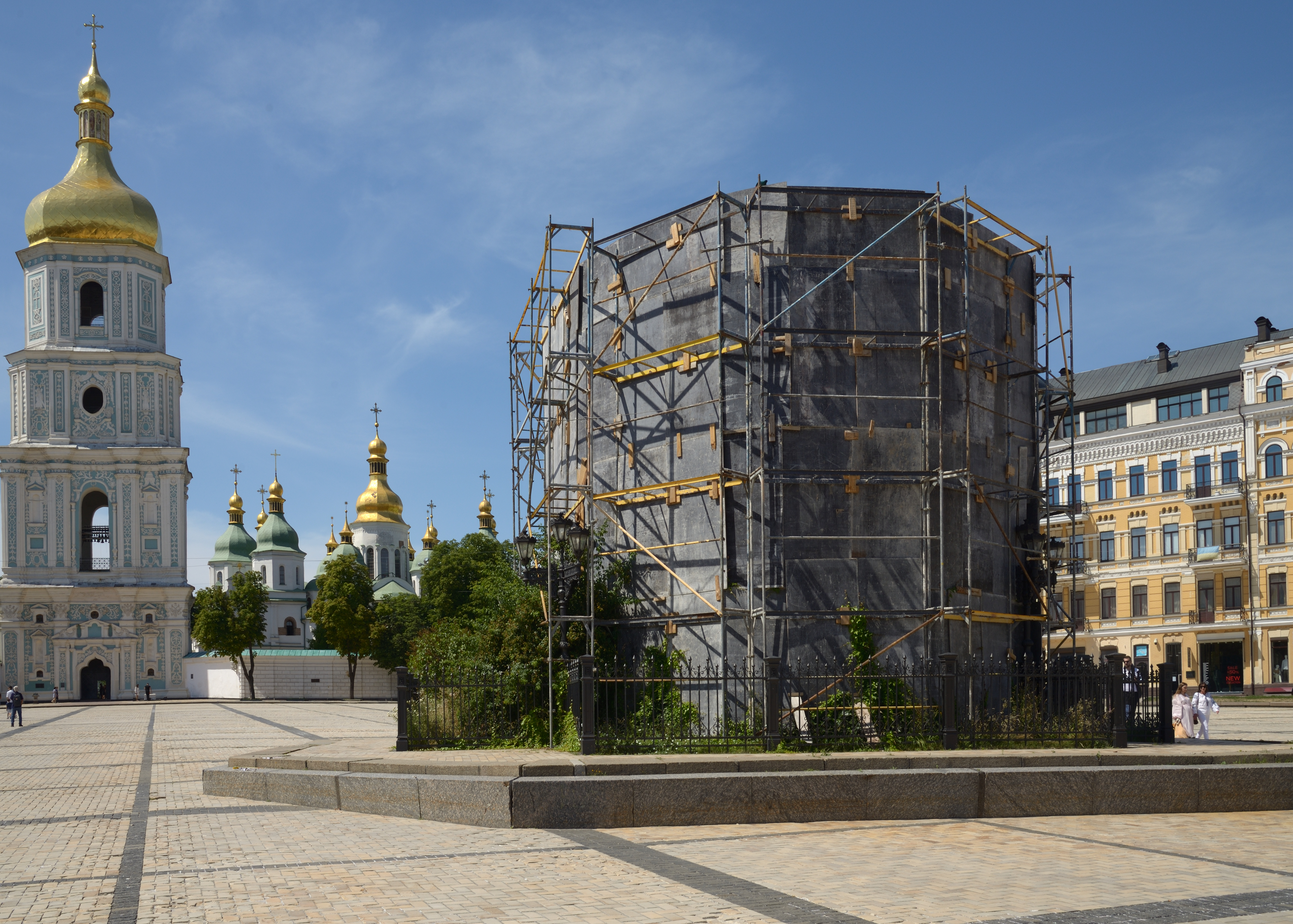
Denkmal vor russischen Bombardierungen geschützt. Juli 2022